# 中国驻格林纳达大使馆
中华人民共和国驻格林纳达大使馆（英語：Embassy of the People's Republic of China in Grenada），简称中国驻格林纳达大使馆，是中华人民共和国驻格林纳达的外交代表机构。

## 机构设置
中国驻格林纳达大使馆设置下列机构：
- 双边处
- 办公室